# Левинцы (Зуевский район)
Левинцы — опустевшая деревня в Зуевском районе Кировской области в составе Кордяжского сельского поселения.

## География
Находится недалеко к северу от железнодорожной линии Киров-Пермь на расстоянии примерно 9 километров на запад-северо-запад от районного центра города Зуевка.

## История
Известна была с 1873 года, когда в ней было учтено дворов 2 и жителей 15, в 1905 4 и 30, в 1926 8 и 41, в 1950 4 и 11. В 1989 уже не было постоянных жителей. 

## Население
Постоянное население  составляло 1 человек (русские 100%) в 2002 году, 0 в 2010.